# Бургундска династия (Португалия)
Бургундската династия (на немски: Haus Burgund) e първата кралска династия на Португалия от 1139 до 1383 г.
Понеже повечето крале от Дом Бургундия се казват Алфонсу (португалски Афонсо), династията се нарича също и Дом Афонсин (Алфонсини). Бургундските крале на Португалия произлизат от старата линия на херцозите на Бургундия, които са по-млада линия на френската кралска династия на Капетингите.

## Историческа справка

### Анри (Енрике) Бургундски
Родоначалник на бургундската династия в Португалия е Анри (Енрике) Бургундски (1069 – 1112), внук на бургундския херцог Робер I. Той откликва на призива на кастилския крал Алфонсо VI и се включва активно в борбата му срещу арабите в Испания. През 1093 се жени за инфантата Тереза (1080 – 1130), извънбрачна дъщеря на Алфонсо VI. През 1095 г. получава властта над отвоюваното от маврите графство Португалия, а през 1109 г. се провъзгласява за независим владетел. Загива в битка на 1 ноември 1112 г.

### Афонсу I Велики
Синът му Афонсу I Велики (1109 – 1185) първоначално управлява под регентството на майка си Тереза. През 1128 г., вече пълнолетен, я прогонва от страната и се заема да защити своята автономия срещу претенциите на кастилските владетели. Продължава успешно и борбата срещу арабите, на които през 1139 г. нанася съкрушително поражение. След тази победа приема кралска титла (1143), която му е призната с посредничеството на папата. През 1147 г. той отнема от маврите Лисабон и го обявява за своя столица. Сключва брак с Матилда (1125 – 1157), дъщеря на граф Амедео III ди Савоя. Тя му ражда седем деца, от които пълнолетие достигат две дъщери и един син:
- Матилда (Терезия, 1151 – 1218), омъжена първо за фландърския граф Филип I, а след неговата смърт (1191) през 1193 се жени повторно за бургундския херцог Йод (Одо) III;
- Урака (1148 – 1211), съпруга на Фернандо II, крал на Леон;
- Саншу I (1154 – 1211).[3][4]

### Саншу I
Саншу I Заселник продължава борбата срещу маврите, но полага и много грижи за да бъдат преодолени последиците от войните в неговата страна. По негово време в Португалия се установяват много преселници от Западна Европа, които допринасят за развитието на селското стопанство и на градовете. Заради конфликти с висши португалски духовници е отлъчен от папа Инокентий III, но умира помирен с църквата.
Саншу I се жени през 1174 г. за Дулсе (Дулсия) (1160 – 1198), дъщеря на прованския граф Реймон Беранжже IV, от която има единадесет деца, две от които умират като деца:
- Тереза (1176 – 1250), омъжена за Алфонсо IX, крал на Леон
- Санша (Санча) (1180 – 1229), абатиса в Лорвано
- Констанца (1182 -1202), неомъжена
- Афонсу II Дебели (1185 – 1233)
- Педру (1187 – 1258), женен за Еренбурга, дъщеря на Ерменол VII, граф де Урхел
- Фернанду (1188 – 1233), женен за Жана (1200 – 1244), дъщеря на латинския император Балдуин I
- Енрике (1189 – 1190)
- Рамон (*†1195)
- Матилда (1196 – 1257), омъжена за Енрике I, крал на Кастилия
- Бланка (1197 – 1240)
- Беренгария (1198 – 1221), омъжена за датския крал Валдемар II[4]

### Афонсу II
След смъртта на Саншу I престолът на Португалия е наследен от първородния му син Афонсу II Дебели. Управлението му преминава в непрестанни сблъсъци с арабите, клира и аристокрацията. От брака си с Урака (1186 – 1220), дъщеря на кастилския крал Алфонсо VIII той има пет деца, едно от които умира като бебе:
- Саншу II (1207 – 1248)
- Афонсу III (1210 – 1279)
- Леонора (1211 – 1231), омъжена за датския принц Валдемар III
- Фернанду (1217 – 1246), женен за Санша, дъщеря на Фернанду де Лара[4]

### Саншу II
Първоначално крал Саншу II Благочестиви се сближава с църквата, тъй като нейната подкрепа му е необходима във войната срещу маврите. Осъществил значителни завоевания, той възнамерява да лиши духовенството в Португалия от автономните му съдилища. През 1245 г. папа Инокентий IV го отлъчва от църквата и го лишава от короната. Саншо II бяга в Кастилия, но до смъртта си упорито отстоява кралската титла. Умира през 1248 г. без потомство.

### Афонсу III
По-малкият брат на Саншу II, Афонсу III Болонски е регент на страната от 1245 г., но заема законно престола едва през 1248 г. Възобновява и води с успех войната срещу арабите, но се грижи и за развитието на страната. По негово време се строят нови градове и се заселват множество колонисти от Европа. Подобно на своите предшественици се стреми да наложи контрол над църквата, заради което е отлъчен (1277 – 1279), но накрая успява да се помири с папата.
През 1245 г. Афонсу III се развежда с първата си съпруга Матилда (1202 – 1259), дъщеря на Рено дьо Дамартен, за да сключи брак (1253) с Беатриса де Гусман, извънбрачна дъщеря на кастилския крал Алфонсо X Мъдри, от която има осем деца, три от които умерат рано:
- Бланка (1259 – 1321), абатиса в Уелгас
- Фернанду (1260 – 1262)
- Диниш I (1261 – 1325)
- Афонсу (1263 – 1312), женен за Виоланта, дъщеря на Хуан Маноел, инфант на Кастилия и Леон
- Саншу (1264 – 1302), неженен
- Мария (1264 – 1304), неомъжена
- Констанца (1266 – 1271)
- Винченцо (1268 – 1271)[4]

### Диниш I
Крал Диниш I Земеделец, син на Афонсу III, също е отлъчен от църквата в стремежа си да ликвидира привилегиите ѝ в Португалия. Покровителства търговията и земеделието, поощрява развитието на литературата и науките и през 1291 г. основава университет в столицата Лисабон. Поема в свои ръце защитата на тамплиерите след разгрома на техния орден във Франция през 1309 г. От съпругата си Изабела (1270 – 1336), дъщеря на арагонския крал Педро III, Диниш I има дъщеря Констанца (1290 – 1313), омъжена за кастилския крал Фернандо IV и син Афонсу IV(1291 – 1357). Негов извънбрачен потомък е Алонсо Санчес, херцог на Албукеркс.

### Афонсу IV
Афонсу IV Храбри, син на крал  Диниш I, дълги години води борба срещу природения си брат Алонсо Санчес, но накрая се помирява с него. Воюва и срещу Кастилия, преди да се съюзи с нея срещу маврите. Полага големи грижи за своя народ по време на опустошителното земетресение от 1344 г. и на страшната чумна епидемия през 1348 г.
Кралят се жени през 1309 г. са Беатриса, дъщеря на кастилския крал Санчо IV, от която има седем деца, но само три от тях доживяват пълнолетие:
- Мария (1313 – 1357), омъжена за Алфонсо XI, крал на Кастилия и Леон
- Педру I (1320 – 1367)
- Леонора (1328 – 1348), втора съпруга на Педро IV Арагонски[4]

### Педру I
Още като престолонаследник Педру I Справедливи е принуден да сключи брак с Констанса (1320 – 1345), дъщеря на кастилския граф Мануел де Пенфиел. След смъртта ѝ инфантът се венчава тайно през 1346 (официално през 1354) за придворната дама на майка му Инес де Кастро. Убийството ѝ през 1355 г. по заповед на баща му Афонсу IV го кара да се разбунтува, но накрая между бащата и сина е сключен мир. Когато се възкачва на престола, Педру I отмъщава жестоко за смъртта на съпругата си, а на тленните ѝ останки са отдадени кралски почести по негова заповед. От Инес де Кастро има три деца, а от първата си съпруга – четири, като само три доживяват пълнолетие:
- Мария (1342 – 1356), омъжена за Фернандо Арагонски, маркиз на Тортоса
- Фернанду I (1345 – 1383)
- Беатриса (1347 – 1381), омъжена за Санчо Кастилски, граф де Албукерке и Аро[4]

### Фернанду I
Фернанду I наследява баща си след неговата смърт през 1367 г. Той се опитва да завладее с английска помощ короната на Кастилия (1367 – 1371), но търпи неуспех, а войната разорява собствената му страна. Впоследствие Кастилия минава в настъпление срещу португалския владетел и войските ѝ два пъти му нанасят тежки поражения (1373, 1381). Фернанду I се жени през 1371 г. за Леонора (1350 – 1386), дъщеря на португалския благородник Лоренсо Телеш де Менесеш. Дава единствената си дъщеря Беатриса (1372 – 1409) за съпруга на кастилския крал Хуан I и я признава за единствена наследница на португалския трон. Преди смъртта си определя кралица Леонора за регентка на Португалия. Срещу нейната власт се разбунтува инфантът Жуау I (1357 – 1433), извънбрачен син на Педру I и Тереза Лоренсо. Леонора е лишена от престола и затворена в манастир, където умира. Заелият мястото ѝ Жуау I поставя началото на нова кралска династия в Портуалия, наречена Авис.

## Владетели на Португалия от Бургундската династия

### Графове на Португалия
- 1095 – 1112: Анри (Енрике) Бургундски (1069/1070 – 1.11.1112), внук на Робер I, херцог на Бургундия
- 1112 – 1139: Афонсу I Велики] (25.7.1109 – 6.12.1185) (порт. Afonso I o Grande), син на предходния, до 1128 г. управлява майка му Тереза, от 1139 г. крал на Португалия.[4]

### Крале на Португалия
- 1139 – 1185: Афонсу I Велики (25.7.1109 – 6.12.1185), син на граф Анри (Енрике) Бургундски
- 1185 – 1211: Саншу I Заселник (11.11.1154 – 27.3.1211) (порт. Sancho I o Povoador), син на предходния
- 1211 – 1223: Афонсу II Дебели (23.4.1185 – 25.3.1233) (порт. Afonso II de Portugal o Gordo), син на предходния
- 1223 – 1245: Саншу II Благочестиви (8.9.1207 – 3.1.1248) (порт. Sancho II o Pio), син на предходния
- 1248 – 1279: Афонсу III Болонски (5.5.1210 – 16.2.1279) (порт. Afonso III Bolonhês), брат на предходния. Регент на Португалия от 21 септември 1245 г. до смъртта на своя брат, когато получава пълната кралска власт.
- 1279 – 1325: Диниш I Земеделец (9.10.1261 – 7.1.1325) (порт. Dinis I O Lavrador), син на предходния
- 1325 – 1357: Афонсу IV Храбри (8.2.1291 – 28.5.1357) (порт. Afonso IV o Bravo), син на предходния
- 1357 – 1367: Педру I Справедливи (18.4.1320 – 18.1.1367) (порт. Pedro I o Justiceiro), син на предходния
- 1367 – 1383: Фернанду I Прекрасни (31.10.1345 – 29.10.1383) (порт. Fernando I o Formoso), син на предходния[4]

Деветият крал на Португалия Фернанду умира през 1383 г. Тогава династията е сменена от Дом Авис (1383 – 1580), която произлиза от извънбрачна линия на португалските крале.